# Auf der Altstadt
Die Straße Auf der Altstadt befindet sich in der niedersächsischen Stadt Lüneburg.

## Lage
Die Straße verläuft von Nordost nach Südwest durch die Altstadt. Sie beginnt am Johann-Sebastian-Bach-Platz und endet an der Kreuzung Neue Sülze, Grapengießerstraße und Salzstraße. Von der Straße ab geht die Untere Ohlingerstraße im Westen und die Obere Ohlingerstraße und die Straße Auf der Rübekuhle auf der östlichen Seite ab. Die Länge der Straße beträgt etwa 230 Meter. Ab der Kreuzung Untere Ohlingerstraße und Obere Ohlingerstraße ist die Straße eine Einbahnstraße. Die Hausnummerierung beginnt an der Ecke Neue Sülze, Grapengieserstraße und Salzstraße an der nördlichen Ecke und verläuft hufeisenförmig zurück bis zur Einmündung der Straße Auf dem Rübekuhle. Die nachfolgenden Häuser gehören nicht mehr zur Straße Auf der Altstadt.

## Geschichte
Vor dem 16. Jahrhundert hatte die Straße den Namen Judenstraße (Platea iudeorum). Hier siedelten bis zum 15. Jahrhundert die jüdischen Mitbürger, so lassen sich zwei Synagogen und eine jüdische Schule in der Straße lokalisieren.

## Baudenkmale
Die Quelle der IDs und der Beschreibungen ist der Denkmalatlas Niedersachsen.

| Lage                                                | Bezeichnung         | Beschreibung | ID       | Bild |
| --------------------------------------------------- | ------------------- | --- | -------- | ---- |
| Auf der Altstadt 8 53° 14′ 53″ N, 10° 24′ 12″ O     | Wohnhaus            | | 30678112 |      |
| Auf der Altstadt 9/10 53° 14′ 52″ N, 10° 24′ 11″ O  | Wohnhaus            | | 30678130 |      |
| Auf der Altstadt 11 53° 14′ 53″ N, 10° 24′ 11″ O    | Wohnhaus            | | 30678148 |      |
| Auf der Altstadt 13/14 53° 14′ 54″ N, 10° 24′ 10″ O | Wohnhaus            | | 30678166 |      |
| Auf der Altstadt 15 53° 14′ 54″ N, 10° 24′ 9″ O     | Wohnhaus            | | 30650609 |      |
| Auf der Altstadt 16 53° 14′ 54″ N, 10° 24′ 9″ O     | Wohnhaus            | | 30650629 |      |
| Auf der Altstadt 17 53° 14′ 54″ N, 10° 24′ 9″ O     | Wohnhaus            | | 30650649 |      |
| Auf der Altstadt 18 53° 14′ 54″ N, 10° 24′ 8″ O     | Wohn-/Geschäftshaus | | 30678184 |      |
| Auf der Altstadt 19 53° 14′ 54″ N, 10° 24′ 8″ O     | Wohn-/Geschäftshaus | | 30678202 |      |
| Auf der Altstadt 20 53° 14′ 55″ N, 10° 24′ 8″ O     | Wohn-/Geschäftshaus | | 30650669 |      |
| Auf der Altstadt 21 53° 14′ 55″ N, 10° 24′ 8″ O     | Wohn-/Geschäftshaus | | 30656122 |      |
| Auf der Altstadt 22 53° 14′ 55″ N, 10° 24′ 7″ O     | Wohn-/Geschäftshaus | | 30678220 |      |
| Auf der Altstadt 23 53° 14′ 55″ N, 10° 24′ 7″ O     | Wohnhaus            | | 30678237 |      |
| Auf der Altstadt 26 53° 14′ 55″ N, 10° 24′ 7″ O     | Wohn-/Geschäftshaus | | 30656142 |      |
| Auf der Altstadt 27 53° 14′ 56″ N, 10° 24′ 6″ O     | Gaststätte          | | 30678271 |      |
| Auf der Altstadt 28 53° 14′ 56″ N, 10° 24′ 5″ O     | Wohnhaus            | | 30678467 |      |
| Auf der Altstadt 29 53° 14′ 56″ N, 10° 24′ 5″ O     | Wohnhaus            | | 30678488 |      |
| Auf der Altstadt 30 53° 14′ 55″ N, 10° 24′ 5″ O     | Wohnhaus            | | 30650727 |      |
| Auf der Altstadt 31 53° 14′ 55″ N, 10° 24′ 5″ O     | Wohn-/Geschäftshaus | | 30678508 |      |
| Auf der Altstadt 32 53° 14′ 55″ N, 10° 24′ 6″ O     | Wohnhaus            | | 30650687 |      |
| Auf der Altstadt 33 53° 14′ 55″ N, 10° 24′ 6″ O     | Wohnhaus            | | 30650707 |      |
| Auf der Altstadt 34/35 53° 14′ 55″ N, 10° 24′ 6″ O  | Wohnhaus            | | 30678528 |      |
| Auf der Altstadt 37 53° 14′ 54″ N, 10° 24′ 7″ O     | Wohnhaus            | Zum Haus gehört ein Hofflügel mit der ID 30647930                                                                             | 30650494 |      |
| Auf der Altstadt 38 53° 14′ 54″ N, 10° 24′ 8″ O     | Wohn-/Geschäftshaus | Zum Haus gehört ein Anbau mit der ID 30644343                                                                                 | 30655692 |      |
| Auf der Altstadt 39 53° 14′ 54″ N, 10° 24′ 8″ O     | Wohn-/Geschäftshaus | | 30678563 |      |
| Auf der Altstadt 40 53° 14′ 54″ N, 10° 24′ 8″ O     | Wohn-/Geschäftshaus | | 30678581 |      |
| Auf der Altstadt 41/42 53° 14′ 54″ N, 10° 24′ 8″ O  | Wohn-/Geschäftshaus | | 30678602 |      |
| Auf der Altstadt 43a 53° 14′ 53″ N, 10° 24′ 9″ O    | Nebenhaus           | | 30678622 |      |
| Auf der Altstadt 43 53° 14′ 53″ N, 10° 24′ 9″ O     | Wohn-/Geschäftshaus | Ein Drewes Wale erwarb das Haus im Jahre 1497. Es wurde damals als Synagoge bezeichnet. Das heutige Hotel trägt diesen Namen. | 30684965 |      |
| Auf der Altstadt 44 53° 14′ 53″ N, 10° 24′ 9″ O     | Wohn-/Geschäftshaus | | 30678645 |      |
| Auf der Altstadt 45 53° 14′ 53″ N, 10° 24′ 10″ O    | Wohn-/Geschäftshaus | | 30678669 |      |
| Auf der Altstadt 46 53° 14′ 52″ N, 10° 24′ 10″ O    | Wohn-/Geschäftshaus | | 30678687 |      |
| Auf der Altstadt 47 53° 14′ 52″ N, 10° 24′ 10″ O    | Wohn-/Geschäftshaus | | 30678705 |      |
| Auf der Altstadt 49 53° 14′ 52″ N, 10° 24′ 11″ O    | Wohn-/Geschäftshaus | | 30678723 |      |